# 29 Dywizja Strzelców (RFSRR)
29 Dywizja Strzelców – związek taktyczny piechoty Armii Czerwonej okresu wojny domowej w Rosji i wojny polsko-bolszewickiej.

## Formowanie i walki
Sformowana latem 1918 jako Wschodnia Dywizja Strzelców. 25 sierpnia przemianowana na 1 Uralską Dywizję Strzelców. 11 listopada powtórnie przemianowana na 29 Dywizję Strzelców. Walczyła na Syberii między innymi z oddziałami czeskimi. W marcu 1920 została przerzucona na front polski i weszła w skład 16 Armii, a w maju weszła w podporządkowanie 15 Armii. Jedna z jej brygad została oddana do dyspozycji Frontu Południowo-Zachodniego. Walczyła pod Leplem i nad Berezyną. W czerwcu 1920 została rozformowana, a na bazie jej dowództwa i oddziałów tworzono 3 Armię. Jedna z jej brygad weszła w skład 5 Dywizji Strzelców i wzięła udział w drugiej ofensywie Tuchaczewskiego.

## Dowódcy dywizji
- Grabow[1]